# Badminton-Juniorenweltmeisterschaft 2000
Die Badminton-Juniorenweltmeisterschaft 2000 fand vom 3. bis zum 12. November 2000 in Guangzhou, China, statt. 

## Teamwettbewerb
24 Länder waren im Teamwettbewerb am Start. 

## Medaillengewinner
| Disziplin    | Gold                  | Silber                 | Bronze                             |
| ------------ | --------------------- | ---------------------- | ---------------------------------- |
| Herreneinzel | Bao Chunlai           | Sony Dwi Kuncoro       | Lin Dan                            |
| Herreneinzel | Bao Chunlai           | Sony Dwi Kuncoro       | Lee Chong Wei                      |
| Dameneinzel  | Wei Yan               | Wang Rong              | Chien Yu-chin                      |
| Dameneinzel  | Wei Yan               | Wang Rong              | Yu Jin                             |
| Herrendoppel | Sang Yang Zheng Bo    | Xie Zhongbo Cao Chen   | Hendra Aprida Gunawan Markis Kido  |
| Herrendoppel | Sang Yang Zheng Bo    | Xie Zhongbo Cao Chen   | Sing Qi Jiang Lai                  |
| Damendoppel  | Wei Yili Zhang Yawen  | Li Yujia Zhao Tingting | Zhou Bingqing Zhang Lu             |
| Damendoppel  | Wei Yili Zhang Yawen  | Li Yujia Zhao Tingting | Wu Ying Li Yanzhen                 |
| Mixed        | Sang Yang Zhang Yawen | Zheng Bo Wei Yili      | Hendra Aprida Gunawan Lita Nurlita |
| Mixed        | Sang Yang Zhang Yawen | Zheng Bo Wei Yili      | Lee Jae-jin Hwang Yu-mi            |
| Teams        | Volksrepublik China   | Südkorea               | Indonesien                         |

## Medaillenspiegel
| Platz | Land                | Gold | Silber | Bronze | Gesamt |
| ----- | ------------------- | ---- | ------ | ------ | ------ |
| 1     | Volksrepublik China | 6    | 4      | 5      | 15     |
| 2     | Indonesien          | 0    | 1      | 3      | 4      |
| 3     | Südkorea            | 0    | 1      | 1      | 2      |
| 4     | Chinesisch Taipeh   | 0    | 0      | 1      | 1      |
| 4     | Malaysia            | 0    | 0      | 1      | 1      |